# 2025년 다카 전투기 추락 사고
2025년 7월 21일, 방글라데시 공군이 운용하는 FT-7BGI 전투기가 방글라데시 다카 웃타라 디아바리의 마일스톤 칼리지 캠퍼스에 추락했다. 추락은 제트기가 BAF 기지 비르 웃톰 A. K. 칸드케르에서 기계적 오작동으로 착륙을 시도하는 도중 학생들이 마일스톤 대학에서 수업을 받고 있던 BST 오후 1시 18분경 발생했다. 주로 어린이를 포함하여 최소 34명이 사망하고 173명이 부상당한 것으로 보고되었다.

## 항공기

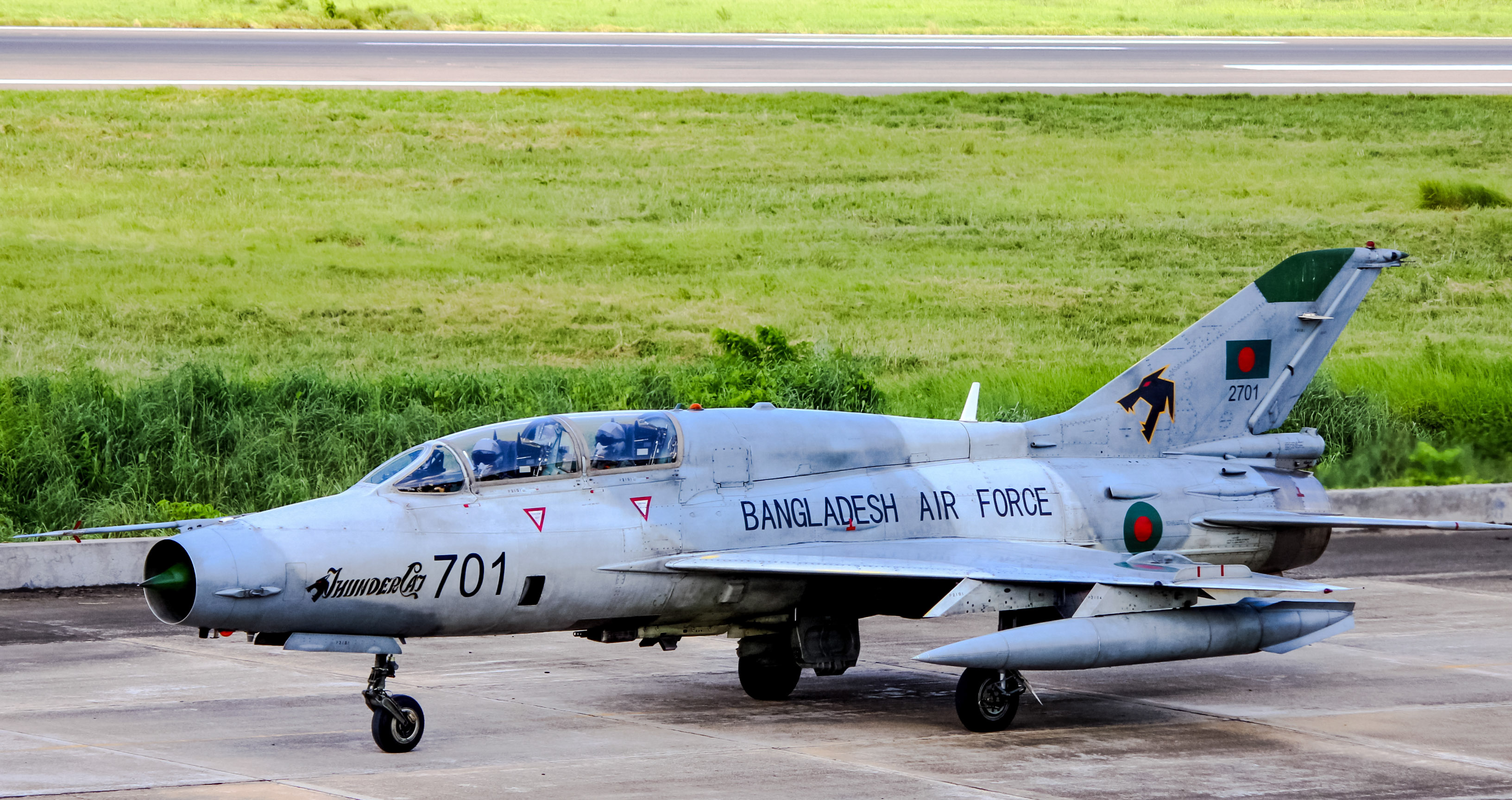
2021년 촬영된 사고기 FT-7BGI

청두 J-7 에어가드의 훈련기 버전인 FT-7BGI (J-7BGI로도 알려짐)는 청두 항공기공업 그룹이 방글라데시 공군을 위해 특별히 제작했다. 2013년과 2022년에 인도되었으며, 세 개의 다기능 디스플레이(MFD)와 개선된 사격 통제 레이더를 포함하여 F-7BG에 비해 상당한 업그레이드를 특징으로 한다. 이는 지금까지 제작된 F-7 중 가장 발전된 기종이다.
FT-7 버전은 F-7의 수출형 중 2인승 훈련기 버전이다. 사고 당시, 2013년부터 운용 중이었다.
이는 2008년 다카 외곽에서 발생한 사고로 조종사가 사망한 이후 국내에서 두 번째 F-7 제트기 추락 사고이다.

## 비행과 추락
제트기는 오후 1시 6분 (BST)에 BAF 기지 비르 웃톰 A. K. 칸드케르에서 이륙했다. 조종사 토우키르 이슬람 (일명 사가르) 중위는 첫 단독 임무 중이었는데, 그가 조종하던 항공기가 이중 비행 중 이륙 직후 오작동을 일으켰다. 항공기는 반응하지 않고 실속하여 그가 항공기를 통제할 수 없게 되었다. 관제탑은 그에게 탈출하라고 지시했지만, 낮은 고도 때문에 탈출이 불가능했다. 그는 항공기를 디아바리의 개방된 지역으로 조종하려고 시도했지만 성공하지 못했다.
제트기는 마일스톤 칼리지 하이더 알리 빌딩의 정문으로 추락하여, 건물 지상층의 한쪽을 통해 진입하고 다른 쪽을 통해 빠져나갔다. 군 소식통은 조종사가 처음에는 의식이 있고 맥박이 있는 상태로 발견되었으며, 밀 Mi-17V-5 헬리콥터로 다카의 합동 군 병원의 심장 중환자실로 이송되었음을 확인했다. 그러나 그는 살아남지 못했다.
이 사건은 학교 쉬는 시간 직전에 발생했으며, 당시에도 수업이 진행 중이었다. 훈련기는 학교의 7층 블록 7의 지붕을 강타한 후 하이더 알리 빌딩에 직접 충돌했으며, 당시 건물에는 100명의 초등 및 중등 학생들이 있었다. 충격으로 건물 출입문에 구멍이 생겨 화재가 발생했다. 유치원부터 3학년까지의 학생들이 수업을 받고 있던 세 개의 독립적인 주니어 섹션이 충격을 받았다. 다카 트리뷴은 교사의 말을 인용하여, 5학년부터 7학년까지의 수업이 그 건물에서 진행 중이었으며, 개인 과외를 받는 학생들도 안에서 기다리고 있었다고 보도했다.
목격자들은 매우 큰 소리를 듣고 추락 현장에서 연기와 재 기둥만 보였다고 주장했다. 많은 이들이 추락 후 희생자들의 피부가 몸에서 찢어져 나갔다고 보고했다.
방글라데시 소방 및 민방위 서비스는 승무원들이 BST 오후 1시 22분경 추락 현장에 도착했다고 보고했다. 9개 소방대와 6대의 구급차가 현장에 배치되었다. 방글라데시 국경수비대 2개 소대도 지역을 확보하고 구조 작전을 지원하기 위해 배치되었다. 다카 메트로 열차 한 대가 희생자들을 병원으로 이송하기 위해 예약되었다.

## 사상자
조종사 비행 중위 토우키르 이슬람과 25명의 어린이를 포함하여 최소 27명이 사망했다. 171명 이상이 주로 화상으로 부상당했으며, 그 중 최소 25명은 위독한 상태였다. 최소 60명의 희생자가 국립 화상 및 성형외과 연구소에 입원했다.
마헤린 초두리라는 교사는 학교에서 20명 이상의 학생들을 구하고 병원에서 심한 화상으로 사망했다.

## 조사
방글라데시 군간 홍보부 (ISPR)는 공군이 사건 조사를 위해 고위급 위원회를 구성했다고 발표했다. 또한 그들은 초기에는 추락을 "기계적 결함" 탓으로 돌렸으며, 조종사가 "인구 밀집 지역에서 인구가 더 적은 지역으로 항공기를 전환하기 위해 모든 노력을 다했다"고 말했다.

## 반응

### 국내
방글라데시 정부는 7월 22일을 전국적인 애도일로 선포했으며, 방글라데시 국기를 조기로 게양했다. 최고 고문 무함마드 유누스는 페이스북을 통한 비디오 성명에서 조의를 표하고 추락 사고에 대한 조사를 약속했다.
미르자 파크룰 이슬람 알람기르 방글라데시 민족주의당 (BNP) 사무총장을 포함한 여러 정부 고문과 당 지도자들이 국립 화상 및 성형외과 연구소를 방문하여 조의를 표했다. 국민 시민당 (NCP)은 7월 22일로 예정되었던 집회를 연기하고 당 고위 지도자들이 추락 사고에 대응하여 다카로 출발했다.
방글라데시 크리켓 선수인 샤키브 알 하산과 타밈 이크발, 파키스탄 크리켓 선수인 샤힌 아프리디와 많은 다른 스포츠 스타들이 이 재난에 대한 깊은 우려를 표명했다.

### 국제
외교부, 세계 지도자들, 그리고 중국, 인도, 일본, 몰디브, 파키스탄, 스위스, 미국 및 유럽 연합 대사관들은 추락 사고에 대한 충격과 희생자들에 대한 애도를 표했다.

## 사고 이후
7월 22일 새벽 2시경, 마일스톤 칼리지 학생들은 실제 사망자 수 공개와 공군의 모든 노후 제트기 교체를 요구하며 캠퍼스에서 시위를 벌였다. 그들은 실제 사망자 수가 숨겨지고 있으며, 사건 발생 12시간이 지나도록 자신들, 교사, 또는 보호자들이 추락 현장을 방문하는 것이 허용되지 않았다고 주장했다. 최고 고문 무함마드 유누스는 페이스북 게시물에서 이 주장을 부인했다.
이 사건 이후 다음 날의 고등 교육 시험 (HSC)은 전국적으로 연기되었다.

## 같이 보기
- 프레클턴 항공 재해, 컨솔리데이티드 B-24 폭격기가 영국 학교 건물에 추락한 사건
- 1946년 아펠도른 페어리 파이어플라이 추락 사고, 네덜란드에서 조종사의 첫 단독 비행 중 전투기가 학교 건물에 추락한 사건.